# Rumska
Rumska (cyr. Румска) – wieś w Serbii, w okręgu maczwańskim, w mieście Šabac. W 2011 roku liczyła 752 mieszkańców.